# روث فيشر
روث فيشر (بالألمانية: Ruth Fischer )‏ (و. 1895 – 1961 م) هي سياسية، وصحفية ألمانية، ولدت في لايبزيغ، كانت عضوةً في الحزب الشيوعي النمساوي، توفيت في باريس، عن عمر يناهز 66 عاماً، بسبب مرض.

## مناصب
تولت منصب عضو مجلس النواب الألماني للجمهورية فايمار
- عضو مجلس الشورى الموحد بروسيا.

## التعليم
تعلمت في جامعة فيينا.

## روابط خارجية
- روث فيشر على موقع مونزينجر (الألمانية)